# アルフレート・ボーアマン
アルフレート・ボーアマン（Alfred Bohrmann, 1904年2月28日-2000年1月4日）は、ドイツの天文学者である。
彼は1927年にハイデルベルク大学のケーニッヒシュトゥール天文台で博士号を取得した。
この当時は、ハイデルベルクの天文台は、マックス・ヴォルフやカール・ラインムートらの活躍によって、世界の小惑星発見の中心地だった。その後も多くの小惑星が発見され、ボーアマン自身も9個発見している。
彼は1924年から1958年まで天文台に勤め、権威者との論争の末、天文台を去った。1924年にカール・ラインムートが発見した小惑星ボーアマンは、彼の功績にちなんで名づけられている。